# Pristimantis carlossanchezi
Pristimantis carlossanchezi är en groddjursart som först beskrevs av Mary Therese Kalin Arroyo 2007.  Pristimantis carlossanchezi ingår i släktet Pristimantis och familjen Strabomantidae. IUCN kategoriserar arten globalt som otillräckligt studerad. Inga underarter finns listade i Catalogue of Life.